# Crash Test Dummies
Crash Test Dummies – kanadyjska grupa muzyczna wykonująca folk-rock założona w 1989 w Winnipeg. 
Największym hitem grupy był utwór Mmm Mmm Mmm Mmm, który znalazł się na drugim albumie grupy God Shuffled His Feet (1993). Popularnością cieszyło się także tytułowe nagranie z tego longplaya. W 1995 r. grupa była trzykrotnie nominowana do nagrody Grammy.
W 2000, obdarzony charakterystycznym głębokim głosem, lider formacji Brad Roberts nagrał solowy album Crash Test Dude - kolekcję akustycznych wersji przebojów grupy. W roku 2001 grupa grała jako support przed koncertem zespołu Metallica na stadionie Ajaxu (Amsterdam ArenA) w Holandii.

## Skład
- Brad Roberts (wokal)
- Ellen Reid (wokal, fortepian, instrumenty klawiszowe)
- Dan Roberts (gitara basowa)
- Benjamin Darvill (harmonijka ustna, mandolina, gitara elektryczna)
- Mitch Dorge (perkusja)

## Dyskografia
- The Ghosts that Haunt Me (1991)
- God Shuffled His Feet (1993)
- A Worm's Life (1996)
- Give Yourself a Hand (1999)
- I Don't Care That You Don't Mind (2001)
- Jingle All The Way (2002)
- Puss 'n' Boots (2003)
- Songs of the Unforgiven (2004)
- Oooh La La! (2010)